# Spot - Un cane di classe
Spot - Un cane di classe è un film d'animazione del 2004 diretto da Timothy Björklund, basato sulla serie televisiva Un cane di classe. Il film, che conclude la trama centrale della serie, è stato prodotto da Walt Disney Pictures, e uscito nelle sale il 16 gennaio 2004.

## Trama
Leonard Helperman è un alunno di quarta la cui madre e maestra, Mary Lou, è stata candidata per un premio per l'insegnamento. Hanno in programma un viaggio in Florida per la fase finale, ma hanno bisogno di lasciare a qualcuno il loro cane, Spot. La signora Helperman non sa che quest'ultimo è in realtà un ragazzo, Scott, suo allievo. Spot non vuole altro che essere un bambino vero; si rivolge così a uno scienziato pazzo, il dottor Ivan Krank, che pensa di poter trasformare gli animali in esseri umani.